# أنتوني ديالو
أنتوني ديالو هو سياسي تنزاني، ولد في 25 ديسمبر 1956 في إقليم تنجانيقا ‏. نشط حزبياً في حزب الثورة ‏.